# Мантелло
Мантелло (італ. Mantello) — муніципалітет в Італії, у регіоні Ломбардія, провінція Сондріо.
Мантелло розташоване на відстані близько 530 км на північний захід від Рима, 80 км на північ від Мілана, 30 км на захід від Сондріо.
Населення — 763 особи (2014).
Щорічний фестиваль відбувається 25 квітня.

## Демографія
Населення за роками:

Станом на 1 січня 2023 року в муніципалітеті офіційно проживало 56 іноземців з 13 країн, серед них 9 громадян країн Євросоюзу та 4 громадяни України.

## Сусідні муніципалітети
- Андало-Вальтелліно
- Черчино
- Чино
- Козіо-Вальтелліно
- Дубіно
- Роголо